# آندروود (داکوتای شمالی)
آندروود(به انگلیسی: Underwood) شهری در ایالت داکوتای شمالی کشور ایالات متحده آمریکا است که جمعیت آن در سرشماری سال ۲۰۱۰ میلادی، ۷۷۸ نفر بوده‌است.